# لقمه‌ماهی خور
لقمه‌ماهی خور (نام علمی: Dasyatis fluviorum) نام یک گونه از تیره پوماهی است.